# Ataxina 7
Ataxina 7 (ATXN7) é uma proteína do gene SCA7, que contém 892 aminoácidos com uma região poli (Q) expansível próxima ao N-terminal. A região do motivo poli (Q) expansível na proteína contribui crucialmente para a patogênese da ataxia espinocerebelar (SCA) pela indução de corpos de inclusão intranucleares. O ATXN7 está associado à atrofia olivopontocerebelar do tipo 3 (OPCA3) e à ataxia espinocerebelar do tipo 7 (SCA7).
A repetição de CAG leva ao enovelamento patológico da proteína. Na ataxina-7, o gene demonstrou causar degeneração cerebelar e do tronco cerebral, bem como distrofia retiniana do conerode. A expansão da poliglutamina (polyQ) no terminal N da ataxina-7 causa agregação de proteínas, levando aos sintomas de ataxia com perda visual.
A pesquisa sugere que o silenciamento da ataxina-7 na retina por RNAi pode ser uma possível estratégia terapêutica para pacientes que sofrem de degeneração retinal SCA7.